# Gillois
Pour les articles homonymes, voir Gillois (homonymie).
Gillois est une commune française située dans le département du Jura, la région culturelle et historique de Franche-Comté et la région administrative Bourgogne-Franche-Comté.
Elle fait partie de la communauté de communes Champagnole Nozeroy Jura. Les habitants sont appelés les Grabons.

## Géographie

### Climat
Pour des articles plus généraux, voir Climat de la Bourgogne-Franche-Comté et Climat du département du Jura.
En 2010, le climat de la commune est de type climat de montagne, selon une étude du Centre national de la recherche scientifique s'appuyant sur une série de données couvrant la période 1971-2000. En 2020, Météo-France publie une typologie des climats de la France métropolitaine dans laquelle la commune est exposée à un climat de montagne ou de marges de montagne et est dans la région climatique  Jura, caractérisée par une forte pluviométrie en toutes saisons (1 000 à 1 500 mm/an), des hivers rigoureux et un ensoleillement médiocre. 
Pour la période 1971-2000, la température annuelle moyenne est de 7,7 °C, avec une amplitude thermique annuelle de 16,3 °C. Le cumul annuel moyen de précipitations est de 1 723 mm, avec 13,6 jours de précipitations en janvier et 10,7 jours en juillet. Pour la période 1991-2020, la température moyenne annuelle observée sur la station météorologique de Météo-France la plus proche, « Cerniébaud », sur la commune de Cerniébaud à 7 km à vol d'oiseau, est de 7,9 °C et le cumul annuel moyen de précipitations est de 1 786,6 mm. 
La température maximale relevée sur cette station est de 35 °C, atteinte le 25 juillet 2019 ; la température minimale est de −26,5 °C, atteinte le 12 janvier 1987,,. 
Les paramètres climatiques de la commune ont été estimés pour le milieu du siècle (2041-2070) selon différents scénarios d'émission de gaz à effet de serre à partir des nouvelles projections climatiques de référence DRIAS-2020. Ils sont consultables sur un site dédié publié par Météo-France en novembre 2022.

## Urbanisme

### Typologie
Au 1er janvier 2024, Gillois est catégorisée commune rurale à habitat dispersé, selon la nouvelle grille communale de densité à sept niveaux définie par l'Insee en 2022.
Elle est située hors unité urbaine et hors attraction des villes,.

### Occupation des sols
L'occupation des sols de la commune, telle qu'elle ressort de la base de données européenne d’occupation biophysique des sols Corine Land Cover (CLC), est marquée par l'importance des territoires agricoles (78 % en 2018), en diminution par rapport à 1990 (79,5 %). La répartition détaillée en 2018 est la suivante : 
prairies (55,3 %), zones agricoles hétérogènes (22,7 %), forêts (21,7 %), milieux à végétation arbustive et/ou herbacée (0,3 %). L'évolution de l’occupation des sols de la commune et de ses infrastructures peut être observée sur les différentes représentations cartographiques du territoire : la carte de Cassini (XVIIIe siècle), la carte d'état-major (1820-1866) et les cartes ou photos aériennes de l'IGN pour la période actuelle (1950 à aujourd'hui).

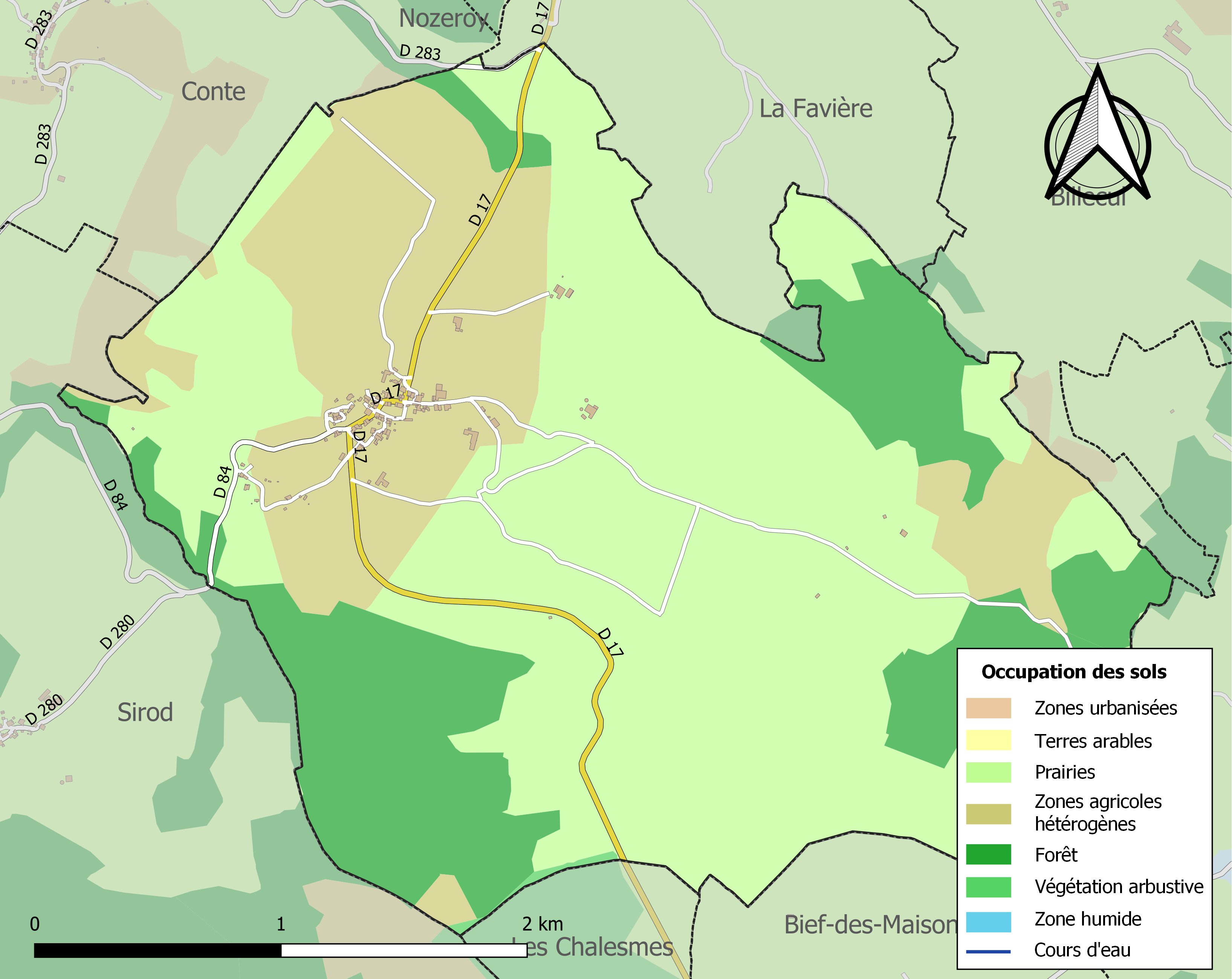
Carte des infrastructures et de l'occupation des sols de la commune en 2018 (CLC).

## Histoire
La commune était autrefois desservie par les Chemins de fer vicinaux du Jura (gare de Gillois-La Favière).
Depuis 1965, les producteurs de lait de vache de Gillois sont réunis au sein de la fruitière de la source de l’Ain pour produire du Comté. Cette coopérative comprend 12 sociétaires. Elle transforme 10800 litres de lait par jour pour une production de 25 à 29 meules de Comté. Benoît Sigonney a succédé à son père le 1er janvier 2008 comme fromager.
La fruitière a été récompensée au  concours général agricole à Paris avec une médaille d'or en 1994, 1995, 1996, 1997, 2000 et 2007 puis une médaille de bronze en 2010.
Située au centre du village, elle comprend aussi dans son bâtiment un magasin de vente directe de sa production de fromage.
Dans la nuit du 24 octobre 1998, un incendie a détruit le clocher comtois typique de l'église du village.

## Politique et administration
| Période   | Période  | Identité         | Étiquette | Qualité       |
| --------- | -------- | ---------------- | --------- | ------------- |
| mars 2001 | 2014     | Jacques Ruty     |           |               |
| mars 2014 | 2020     | Audrenne Bedeau  | DVD       | Fonctionnaire |
| 2020      | En cours | Emmanuel Ferreux |           |               |

## Démographie
L'évolution du nombre d'habitants est connue à travers les recensements de la population effectués dans la commune depuis 1793. Pour les communes de moins de 10 000 habitants, une enquête de recensement portant sur toute la population est réalisée tous les cinq ans, les populations de référence des années intermédiaires étant quant à elles estimées par interpolation ou extrapolation. Pour la commune, le premier recensement exhaustif entrant dans le cadre du nouveau dispositif a été réalisé en 2007.

En 2022, la commune comptait 128 habitants, en évolution de −2,29 % par rapport à 2016 (Jura : −0,81 %, France hors Mayotte : +2,11 %).
| 1793 | 1800 | 1806 | 1821 | 1831 | 1836 | 1841 | 1846 | 1851 |
| ---- | ---- | ---- | ---- | ---- | ---- | ---- | ---- | ---- |
| 532  | 481  | 480  | 490  | 522  | 527  | 536  | 513  | 539  |

| 1856 | 1861 | 1866 | 1872 | 1876 | 1881 | 1886 | 1891 | 1896 |
| ---- | ---- | ---- | ---- | ---- | ---- | ---- | ---- | ---- |
| 510  | 483  | 448  | 405  | 406  | 426  | 420  | 408  | 387  |

| 1901 | 1906 | 1911 | 1921 | 1926 | 1931 | 1936 | 1946 | 1954 |
| ---- | ---- | ---- | ---- | ---- | ---- | ---- | ---- | ---- |
| 311  | 311  | 308  | 265  | 230  | 239  | 237  | 223  | 223  |

| 1962 | 1968 | 1975 | 1982 | 1990 | 1999 | 2006 | 2007 | 2012 |
| ---- | ---- | ---- | ---- | ---- | ---- | ---- | ---- | ---- |
| 182  | 141  | 127  | 130  | 115  | 119  | 142  | 145  | 122  |

| 2017 | 2022 | - | - | - | - | - | - | - |
| ---- | ---- | - | - | - | - | - | - | - |
| 136  | 128  | - | - | - | - | - | - | - |

## Économie
L'économie de la commune est essentiellement tournée vers la production de lait et sa transformation en comté par coopérative fromagère, la fruitière de la source de l'Ain.
Une petite activité touristique  s'est développée grâce à 6 gîtes ruraux et 2 animations annuelles, une course de luges le 2e dimanche de février et une randonnée vtt et pédestre « la Grabonne », le 3e dimanche de juillet.

## Culture locale et patrimoine

### Lieux et monuments

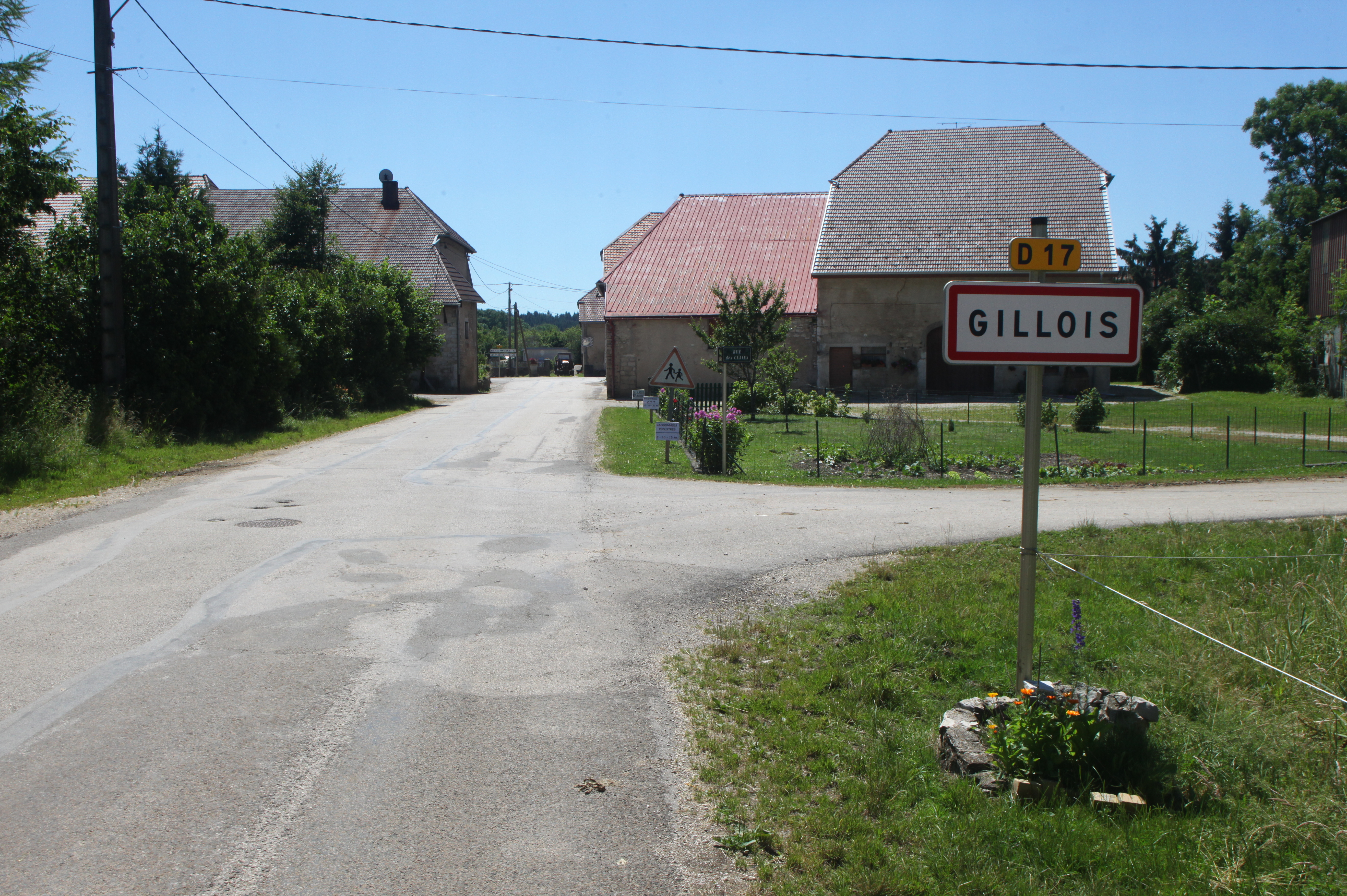
Entrée du village.
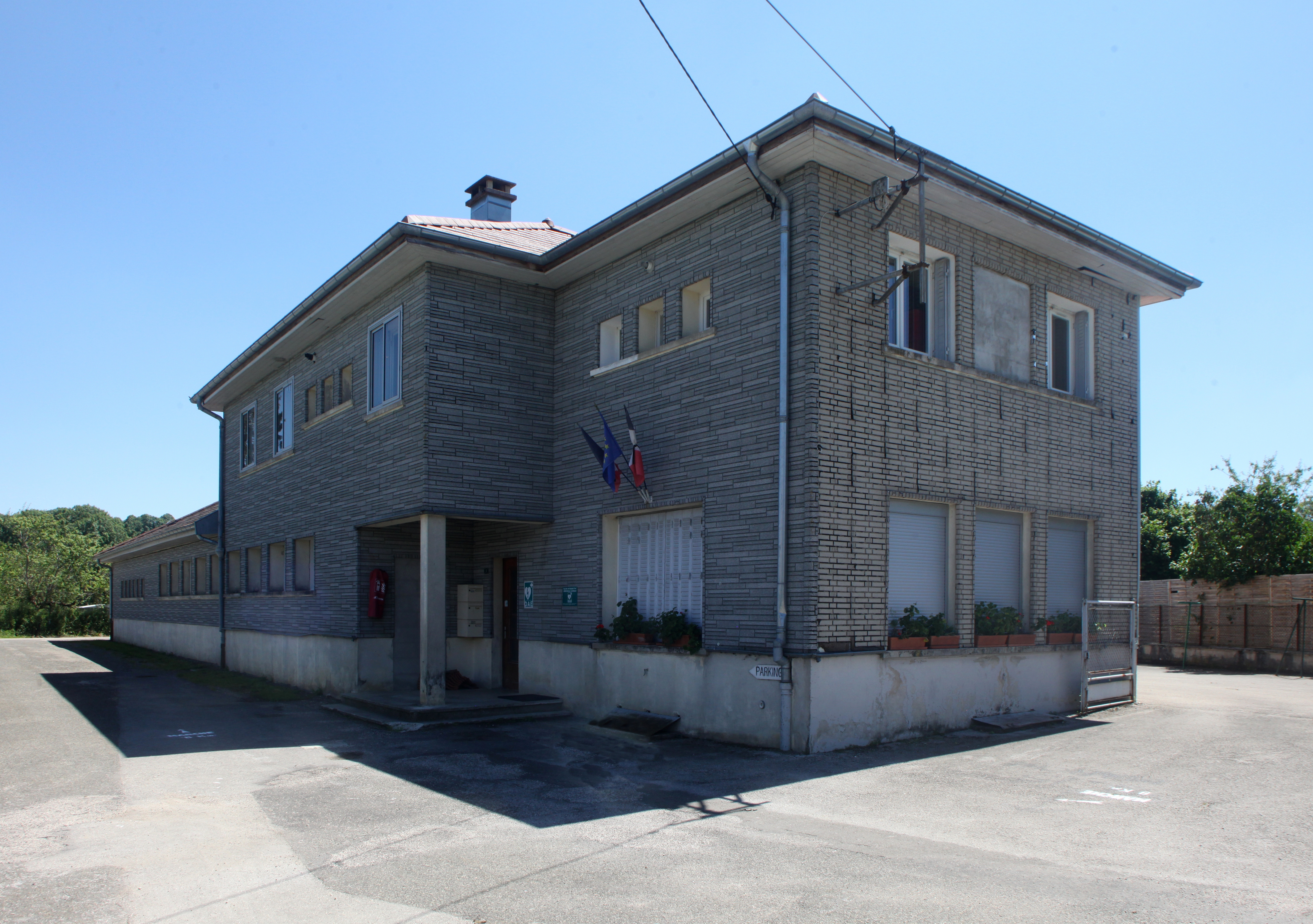
Mairie.
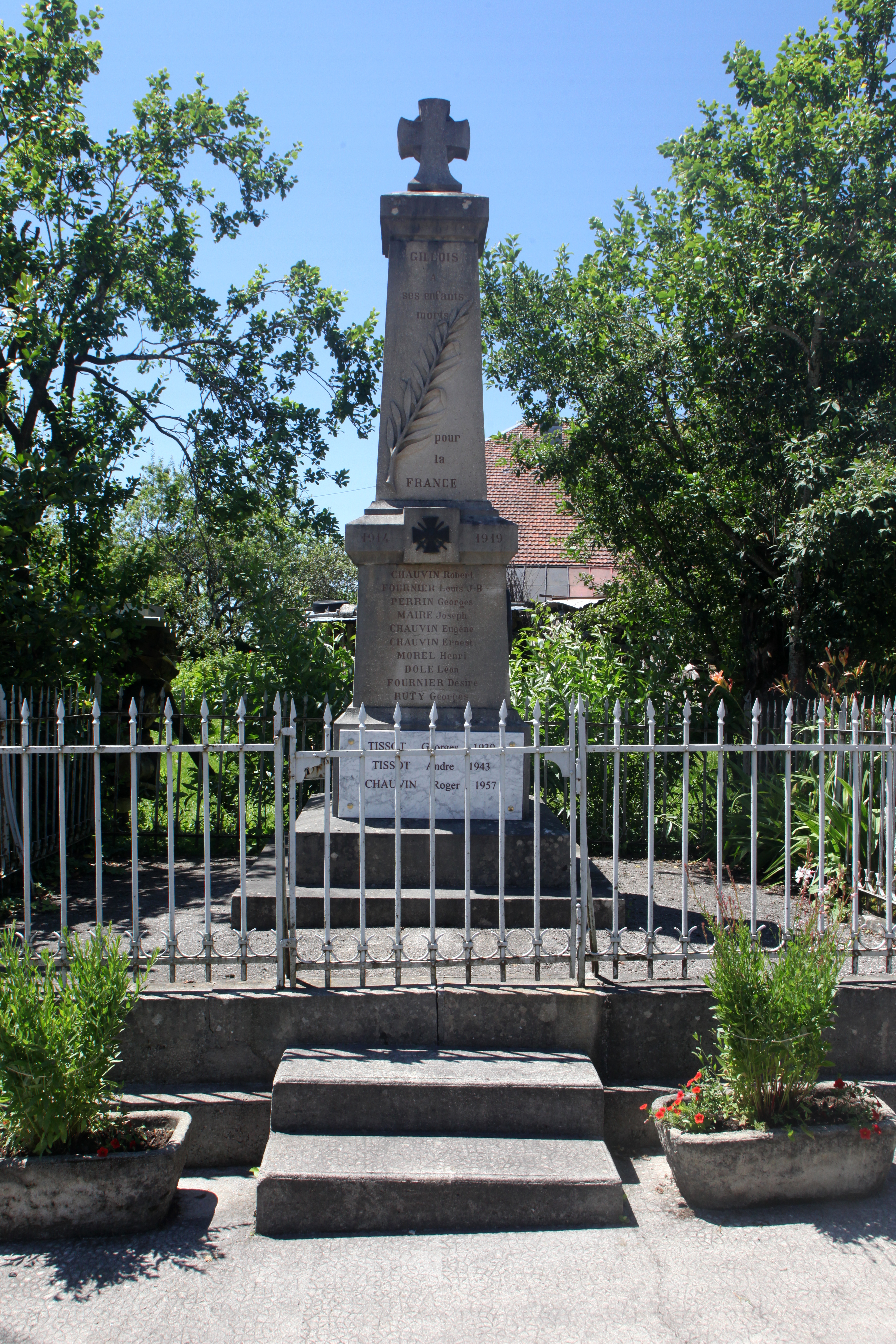
Monument aux morts.
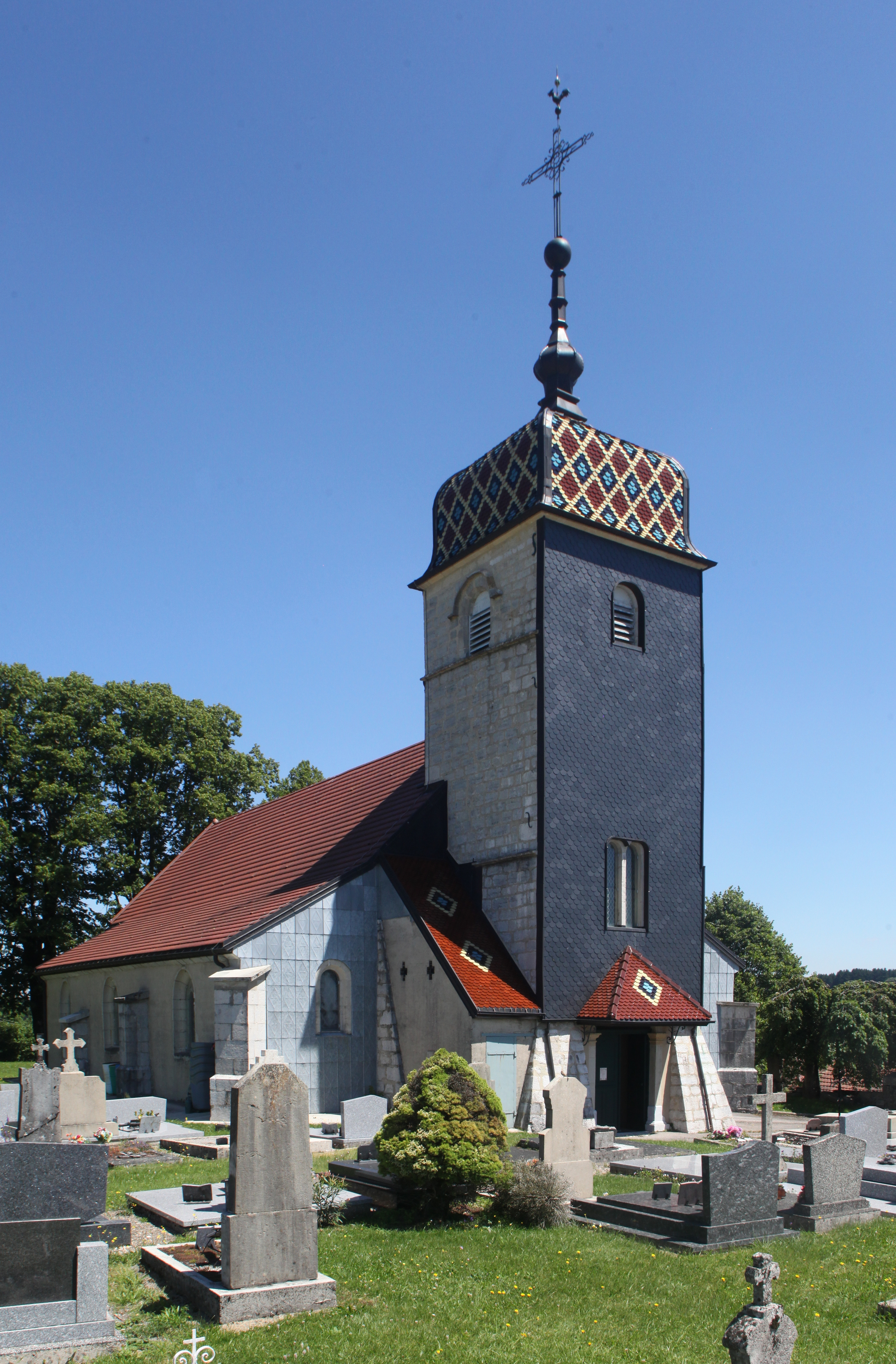
Église.
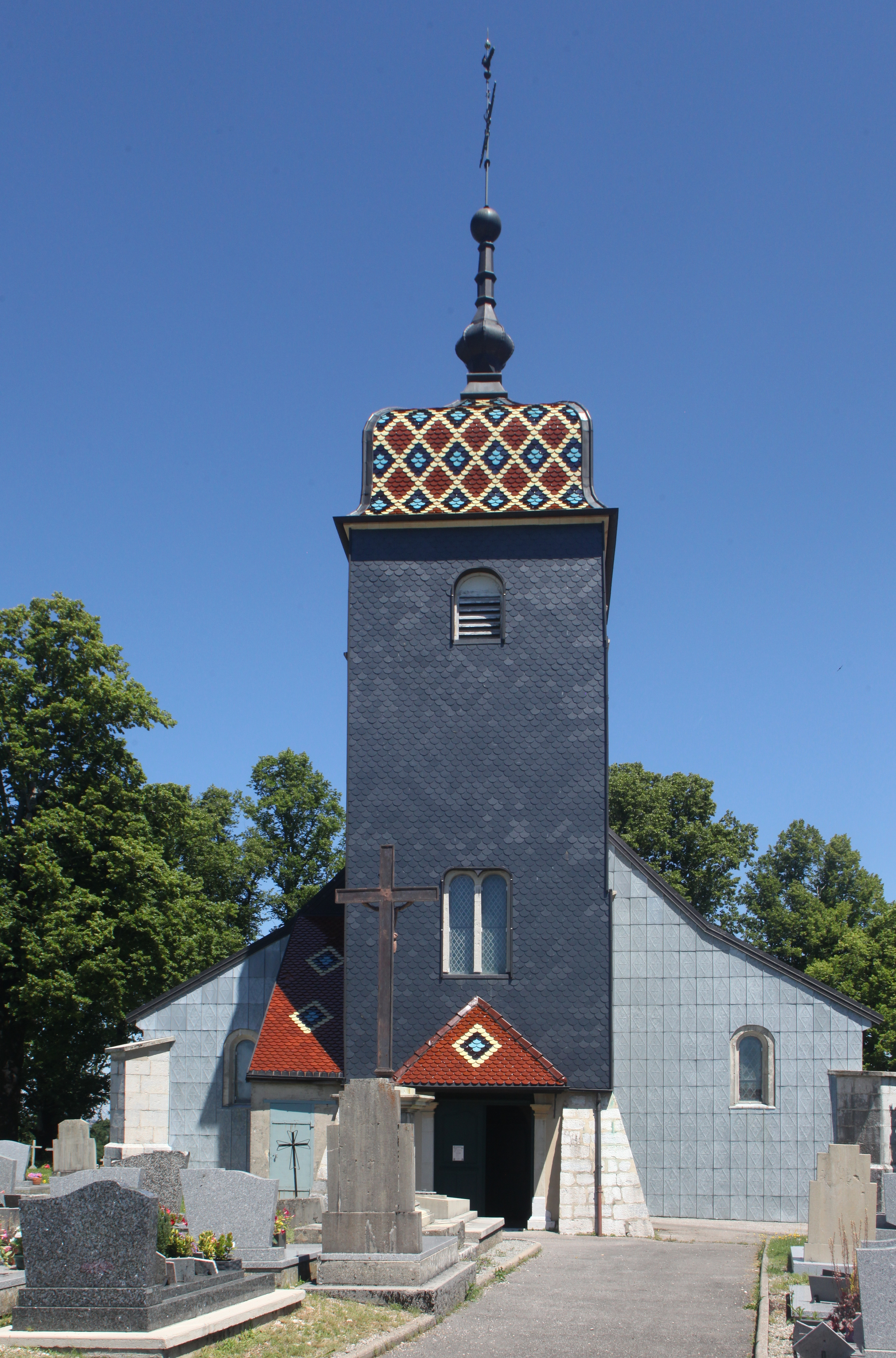
Église.

Église Notre-Dame de la nativité.
1529 : le pape Clément VII autorise la construction d'une chapelle avec fonts baptismaux
1705 : la chapelle est remplacée par l'église actuelle consacrée en 1710
1766 : Ajout de deux chapelles collatérales
1904 : Construction du clocher-porche
1835 : remplacement de la couverture de bardeaux des tuiles.
Elle renferme deux confessionnaux classés, un retable du XVIIe siècle et un baptistère du XVIIIe ainsi qu'un tableau de 1699.

### Personnalités liées à la commune
- Marguerite Flavien (1912-1944), résistante française, est née à Gillois.